# Hahota
A Hahota gyerekeknek szóló, zsebkönyvjellegű magyar vicclap, ami 1980–1992 között jelent meg negyedéves rendszerességgel, majd 2017. április végén új számmal folytatták a kiadását. Az eredeti sorozat 48 darab számból állt; szerkesztője Somosi Ágnes volt.
1991–1992-ben Lutra Lapok címen jelent meg. Hahota évkönyv is létezett (felelős szerkesztője Horváth Mihály volt) 1992-ben rövid ideig (ISSN 1215-6183).
A Hahota nemcsak vicceket, humoreszkeket tartalmazott, hanem rendszeresen képregényeket is közzétett magyar képregényrajzolóktól (Dargay Attila, Sajdik Ferenc, Lehoczki István, Szitás György, Endrődi István, Földes Vilmos stb.), illetve külföldi képregényrajzolóktól is (visszatérő képregényfiguráik voltak Pif és Herkules, Pifu, Placid és Múzó).
2017 áprilisában újra megjelent a Hahota, amelyben rövid viccek és a karikatúrákra, rajzokra épülő poénok mellett feltűnik egy-két képregény is. Ugyanolyan kis alakú, csak színes kivitelű, a viccek inkább felnőtteknek szólnak. A folyóiratot Gyöngy Kálmán és az Ábra Kkt. támasztotta fel. Gyöngy Kálmán a Ludas Matyinak dolgozott korábban, most pedig megvásárolta a kiadói jogokat. Az új Hahota a Ludas Matyi zsebkönyvnyi méretű feltámasztásának éppúgy tekinthető, mint az egykori gyerekkiadványénak. Két havonkénti megjelenést ígérnek.